# Acacia calcarata
Acacia calcarata é uma espécie de leguminosa do gênero Acacia, pertencente à família Fabaceae.